# Алипија (ћерка цара Антемија)
Алипија (467–472 н.е.) је била племкиња Западног римског царства, ћерка западноримског цара Антемија .

## Живот
Алипија је била једина кћерка цара Антемија и Елије Марције Еуфемије, и унука источноримског цара Маркијана .
Источноримски цар Лав I именовао је Антемија за западног цара 467. године, и тако је Алипијин брак постао важан моменат у Антемијевој владавини. Антемије је удао своју ћерку за Рицимера, магистер милитум Запада и моћника-иза престола; Циљ ове везе је био да се ојача однос између цара Антемија и његовог магистер милитум -а, који је већ свргнуо три западна цара.
Али Алипијин брак није донео мир између цара и његовог генерала, вероватно зато што њих двоје нису имали деце. У априлу 472. Рицимер је поставио Олибрија за цара, за разлику од цара Антемија, који је заједно са својом породицом био опкољен у Риму. Око средине јула, Рицимер је ухватио цара Антемија и његову породицу; цар Антемије је обезглављен, док је каснија судбина Алипије непозната.
У нумизматичкој збирци Думбартон Оукса налази се новчић ( солид ) на коме су приказане Еуфемија и Алипија. Овде је Алипијина фигура мања од фигура њене мајке, у знак поштовања, али се две жене облаче носећи исту одећу, оне типичне за Августу ; стога је могуће да су и царица Еуфемија и Алипија постављене за Августе .